# Florinda Bolkan
Florinda Bolkan, nacida Florinda Soares Bulcão (Uruburetama, Ceará, 15 de febrero de 1941) es una actriz brasileña. Ganó el David de Donatello para la mejor actriz protagonista tanto por Anonimo veneziano (1970) como por Cari genitori, ambas dirigidas por Enrico Maria Salerno.

## Carrera

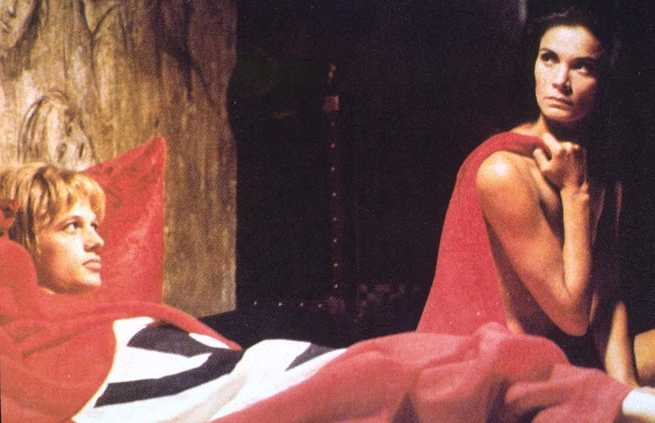
Florinda Bolkan y Lino Capolicchio en Metti, una sera a cena (1969) de Giuseppe Patroni Griffi

Huérfana a los catorce años tras la muerte de su padre José Pedro, diputado y sobrino de un religioso, comienza a trabajar como azafata en la compañía aérea brasileña Varig, aprendiendo a hablar en italiano, francés e inglés. En uno de sus numerosos desplazamientos por trabajo, en 1968 es descubierta por la condesa Marina Cicogna, una productora cinematográfica que la introduce en el mundo de la jet-set llevándola consigo de vacaciones a Isquia. Luchino Visconti, primo de la condesa y también en Isquia de vacaciones, le hace una prueba de cámara y decide hacerla actuar en un pequeño rol en su película entonces en rodaje, La caída de los dioses. Antes de esta experiencia aparece en papeles menores en Candy de Christian Marquand, donde actúa junto al Beatle Ringo Starr, Gli intoccabili de Giuliano Montaldo y en Una ragazza piuttosto complicata de Damiano Damiani.
Después la película de Visconti le son ofrecidos papeles más importantes, primero como coprotagonista de la película francesa Le voleur de crimes de Nadine Trintignant junto al marido de esta Jean-Louis, luego como protagonista femenina en Metti, una sera a cena, de Giuseppe Patroni Griffi, extraído de su homónimo trabajo teatral que le vale una Targa de Oro a los David de Donatello 1969 (sus compañeros son Trintignant, Tony Musante y Annie Girardot) y también como protagonista en Un detective de Romolo Guerrieri junto a Franco Nero y Delia Boccardo.
En los años siguientes realizará una serie de papeles destacados en Italia, muchos de los cuales en películas producidas por Marina Cicogna, que se convertiría en su pareja. Entre ellos destacó el de Augusta Terzi, amante perversa del policía psicopático y reprimido interpretado por Gian Maria Volonté, en Pesquisa sobre un ciudadano más allá de toda sospecha de Elio Petri, el de Flavia en el thriller religioso de Gianfranco Mingozzi Flavia, la monaca musulmana, el de la "Maciara" en Non si sevizia un Paperino (con Tomás Milián y Barbara Bouchet), el de la bisexual Carol Hammond en Una lucertola con la pelle di donna, ambos de Lucio Fulci, y el de la infortunada obrera calabresa Clara Mataro en Una breve vacanza de Vittorio De Sica.
En 1970 interpretó a la mujer del músico Tony Musante en Anónimo veneciano de Enrico Maria Salerno, con la que obtuvo el segundo David de Donatello a la mejor actriz protagonista. Después haber rodado en la misma vena romántica la película Incontro de Piero Schivazappa junto a Máximo Ranieri, con Cari genitori (siempre dirigida por Salerno), en el rol de una madre que busca inútilmente recuperar a la hija desaparecida en el extranjero, gana su tercer David de Donatello. En alrededor de cuarenta años de carrera Bolkan ha interpretado más de cuarenta trabajos, algunos de los cuales también para la pequeña pantalla: el más célebre es el montaje La piovra, que ha hecho alcanzar a Raiuno picos de audiencia y en que se la ha visto en el rol de la condesa Olga Camastra en la primera, segunda y séptima serie. En el 2000 prueba suerte también en la dirección con el largometraje Eu Não Conhecia Tururu (no exhibido en Italia), que además también coprodujo, escribió e interpretó.

## Filmografía

### Cine
- Candy, dirección de Christian Marquand (1968)
- Una ragazza piuttosto complicata, dirección de Damiano Damiani (1968)
- Gli intoccabili, dirección de Giuliano Montaldo (1969)
- Metti, una sera a cena, dirección de Giuseppe Patroni Griffi (1969)
- Le voleur de crimes, dirección de Nadine Trintignant (1969)
- La caída de los dioses, dirección de Luchino Visconti (1969)
- Un detective, dirección de Romolo Guerrieri (1969)
- Indagine su un cittadino al di sopra di ogni sospetto, dirección de Elio Petri (1970)
- E venne il giorno dei limoni neri, dirección de Camillo Bazzoni (1970)
- Anonimo veneziano, dirección de Enrico Maria Salerno (1970)
- Una stagione all'inferno, dirección de Nelo Risi (1971)
- The Last Valley, dirección de James Clavell (1971)
- Una lucertola con la pelle di donna, dirección de Lucio Fulci (1971)
- Incontro, dirección de Piero Schivazappa (1971)
- Le droit d'aimer, dirección de Eric Le Hung (1972)
- Non si sevizia un Paperino, dirección de Lucio Fulci (1972)
- Un uomo da rispettare, dirección de Michele Lobo (1972)
- Cari genitori, dirección de Enrico Maria Salerno (1973)
- Una breve vacanza, dirección de Vittorio De Sica (1973)
- Le mouton enragé, dirección de Michel Deville (1974)
- Flavia, la monaca musulmana, dirección de Gianfranco Mingozzi (1974)
- Le orme, dirección de Luigi Bazzoni (1975)
- Royal Flash, dirección de Richard Lester (1975)
- Atentat u Sarajevu, dirección de Veljko Bulajić (1975)
- Il comune senso del pudore, dirección de Alberto Sordi (1976)
- La settima donna, dirección de Franco Prosperi (1978)
- Manaos, dirección de Alberto Vázquez Figueroa (1979)
- Acqua e sapone, dirección de Carlo Verdone (1983)
- Legati da tenere amizicia, dirección de Alfredo Giannetti (1983)
- La gabbia, dirección de Giuseppe Patroni Griffi (1985)
- Some Girls, dirección de Michael Hoffman (1988)
- Prisoner of Rio, dirección de Lech Majewski (1988)
- Portarittrato per signora, dirección de Adriana Zanese (1989)
- Miliardi, dirección de Carlo Vanzina (1991)
- Delitto passionale, dirección de Flavio Mogherini (1994)
- La strana storia di Olga 'O', dirección de Antonio Bonifacio (1995)
- L'ombre du pharaon, dirección de Souheil Ben-Barka (1996)
- Bela Donna, dirección de Fabio Barreto (1998)
- Eu Não Conhecia Tururu, dirección de Florinda Bolkan (2000)
- Cattive inclinazione, dirección de Pierfrancesco Campanella (2003)

### Televisión
- Todo en noviembre, dirección de Helmut Pfandler - película TV (1978)
- La palabra, dirección de Richard Lang - miniserie TV (1978)
- La piovra, dirección de Damiano Damiani - miniserie TV en 6 episodios (1984)
- Asuntos de familia, dirección de Marcello Fundada - película TV (1986)
- La piovra 2, dirección de Florestano Vancini - miniserie TV en 6 episodios (1986)
- La reina de la vida, dirección de Walter Campus - miniserie TV (1987)
- La trampa, dirección de Carlo Lizzani - película TV (1989)
- Los hombres de su vida, dirección de Joël Santoni - película TV (1990)
- Tres pasos en el delito: Cherchez la femme, dirección de Fabrizio Laurenti - película TV (1993)
- Misión de amor, dirección de Dino Risi - miniserie TV en 3 episodios (1993)
- La voyageuse du soir, dirección de Igaal Niddan - película TV (1993)
- La piovra 7 - Pesquisa sobre la muerte del comisario Cattani, dirección de Luigi Perelli - miniserie TV en 6 episodios (1995)
- La sombra habitada, dirección de Máximo Mazzucco - película TV (1995)
- Alice en fuga, dirección de Axel de Roche - miniserie TV (1998)
- Sombras, dirección de Cinzia TH Torrini - película TV (1999)
- Un beso en el buio, dirección de Roberto Rocco - película TV (2000)
- Encanto 5, dirección de Alessandro Perro y Leandro Castellani - serie TV (2002)
- La noche breve, dirección de Camilla Costanzo y Alessio Cremonini - película TV (2005)

## Dobladoras italianas
- Rita Savagnone en Y vino el día de los limones negros, El último valle, Una lagartija con la piel de mujer, El derecho de amar, Non si sevizia un Paperino, Queridos progenitores, Las hormas, Un hombre de respeto
- Victoria Febbi en Tres pasos en el delirio, Flavia la monja musulmana, La piovra, La piovra 2, Millones, La piovra 7
- Gabriella Genta en Una chica bastante complicada
- Fiorella Betti en Los intocables
- Livia Giampalmo en Pon una noche a cenar
- Ileana Zezza en Pesquisa sobre un ciudadano más allá de toda sospecha
- Maria Pia De Meo en Anónimo veneziano

## Teatro
- Pon una noche a cenar, dirección de Giuseppe Patroni Griffi (1984)
- Tío Vania, dirección de Giuseppe Patroni Griffi (1986)

## Discografía
- 1969 - Pon una noche a cenar / Hoy te vas (DET DTP 50 - 45 giros)

## Reconocimientos
- David de Donatello
  - 1969 - Targa de Oro por Pon una noche a cenar
  - 1971 - Mejor actriz protagonista por Anonimo veneziano
  - 1973 - Mejor actriz protagonista  por Cari genitori
- Grolla de oro
  - 1969 - Mejor actriz revelación por Pon una noche a cenar
  - 1971 - Candidatura como Mejor actriz por Anonimo veneziano
- Los Ángeles Película Critics Association Award
  - 1975 - Mejor actriz por Una breve vacación